# Lissochlora hena
Lissochlora hena là một loài bướm đêm trong họ Geometridae.